# Nomenklatura
Nomenklatura je systém názvů nebo pojmů nebo pravidel pro jejich vytváření v oboru umění či vědy. Principy pojmenování se liší od relativně neformálních konvencí každodenní řeči až po mezinárodně dohodnuté principy, pravidla a doporučení, kterými se řídí vytváření a používání odborné terminologie používané ve vědeckých a jakýchkoli jiných oborech.
Pojmenování „věcí“ je součástí obecné lidské komunikace pomocí slov a jazyka: je to aspekt každodenní taxonomie, kdy lidé rozlišují předměty své zkušenosti spolu s jejich podobnostmi a rozdíly, které pozorovatelé identifikují, pojmenovávají a klasifikují. Použití jmen, jako mnoho různých druhů podstatných jmen vložených do různých jazyků, spojuje nomenklaturu s teoretickou lingvistikou, zatímco způsob, jakým lidé mentálně strukturují svět ve vztahu k významům slov a zkušenosti, souvisí s filozofií jazyka.

## Vědecká nomenklatura
Vědecká nomenklatura nebo také vědecké názvosloví je mezinárodně dohodnutá, zpravidla latinská, někdy anglická soustava termínů používaných v každé konkrétní vědě nebo ve vědecké komunitě. Je prostředkem umožňujícím jednoduché a přitom jednoznačné dorozumívání mezi odborníky hovořícími různými jazyky.  Příkladem je taxonomická binominální nomenklatura v biologii nebo chemická nomenklatura.
Nomenklatura na rozdíl od terminologie zahrnuje výhradně názvy povahy substantivní pro objekty zkoumání (a jejich třídy), nikoli například slovesa, adjektiva či názvy dějů.